# Ждан, Александр Николаевич
Александр Николаевич Ждан (28 августа 1971, Воскресенск) — советский и российский хоккеист, защитник, воспитанник воскресенского хоккея. На высшем уровне дебютировал в Чемпионате СНГ 1991/1992, в составе родного воскресенского «Химика».
Будучи игроком казанского «Ак Барса», активно привлекался в национальную сборную России, на этапы Еврохоккейтура: Кубок Карьяла — в 1999 и 2002 годах, Кубок Балтики — в 2000 и 2001 годах, Шведские хоккейные игры — в 2000 и 2001 годах, а также Ческа Пойиштовна — в 2002 году. Участник двух чемпионатов мира — в 2001 и 2003 годах.
Чемпион России сезона 2004/2005, в составе московского «Динамо».
Сезон 2007/2008 стал последним в профессиональной карьере хоккеиста. За свой последний клуб — московский «Спартак», провёл 15 матчей, после чего с хоккеистом было принято решение расстаться.